# Mont Shiroyama
Le mont Shiroyama (城山, Shiroyama) est une colline culminant à 108 m d'altitude en face de Kagoshima dans la préfecture de Kagoshima au Japon. Son nom original est Tsuru ga mine (鶴ヶ峯, Tsuru ga mine).
Le mont est célèbre pour avoir été le 24 septembre 1877 le théâtre de la dernière bataille décisive lors de la rébellion de Satsuma entre les troupes de l'armée impériale japonaise et les samouraï rebelles de Saigō Takamori.